# Jacek Góralski
Jacek Góralski (21 de setembro de 1992) é um futebolista polonês que joga pelo Kairat Futbol Kluby.

## Carreira
Foi convocado para defender a Seleção Polonesa de Futebol na Copa do Mundo de 2018.